# Sonic & Knuckles
Sonic & Knuckles utkom den 18 oktober 1994 och är ett spel till Sega Mega Drive. I spelet styr man antingen Sonic eller Knuckles på en färd för att hindra Dr. Robotnik från att laga sin stora luftburna bas Death Egg som har kraschat på ett berg. Spelet kom ut bara några månader efter Sonic the Hedgehog 3.
Spelet har en ovanlig funktion. Man kan öppna luckan som finns ovanpå kassetten och koppla ihop den med de gamla Sonickassetterna. I Sonic the Hedgehog 3 får man på så sätt tillgång till alla banor, varav några inte fanns i något av själva spelen. I Sonic the Hedgehog 2 kan man spela genom spelet, men istället är Sonic och Tails utbytta mot Knuckles. Om man skulle stoppa i det första Sonic spelet Sonic the Hedgehog, skulle det leda till att en skärm med texten "No Way!" dyker upp. Men genom att trycka på A B C samtidigt då ett spel låstes upp och du kan spela en lite annorlunda version av special banor som har fler tusentals nivåer.

### Fotnoter
1. ↑  Magnus D. Johansson (16 mars 2008). ”Sega Mega Drive-spel”. Popkorn. http://www.popkorn.nu/speltopplistor/topp-25_smd2.html. Läst 26 maj 2017.